# Brownie McGhee
Walter Brown "Brownie" McGhee, född den 30 november 1915 i Knoxville, Tennessee, död den 16 februari 1996 i Oakland, Kalifornien, var en amerikansk bluesgitarrist och -sångare. Han är mest känd för att under större delen av sin karriär ha samarbetat med Sonny Terry (gitarrackompanjemang och sång).